# Island Records
Island Records — британський лейбл звукозапису, заснований 1959 року. 

## Історія компанії
Засновником компанії став 21-річний британський підприємець Кріс Блеквелл. Він жив на Ямайці й 1959 року відкрив там власний бізнес по продажу музичних записів. Назва компанії «Island Records» походила від назви книги британського письменника Алекса Во «Острів сонця», що вийшла 1955 року. Першим альбомом, виданим Блеквеллом, став запис джазових стандартів у виконанні бермудського піаніста Ленса Гейворда Lance Haywood At The Half Moon Hotel, Montego Bay. Протягом наступних трьох років Блеквелл видавав записи місцевих виконавців джазу, ритм-енд-блюзу та регі. Найбільшим хітом, що виходив на Island Records в ці часи, стала пісня Лорела Ейткена «Boogie in my Bones».
1962 року Блеквелл із трьома партнерами повернувся до Великої Британії. Спочатку він продовжував розповсюджувати ямайську музику в Лондоні, Бірмінгемі та Манчестері, продаючи їх прямо з власного автомобіля імігрантам з Вест-Індії. Завдяки партнерству із мейджор-лейблом Fontana Records, який був частиною групи компаній Philips, Island Records досягли гучного успіху, випустивши кавер-версію хіта п'ятидесятих «My Boy Lollypop», яку 1964 року виконала ямайська співачка Міллі Смолл. На хвилі успіху Блеквелл започаткував декілька дочірніх лейблів (Surprise, Sue, Jump Up, Black Swan, Aladdin), на яких виходили записи різних стилів: ритм-енд-блюз, соул, поп, регі, ска і навіть гумористичні виступи.
В середині 1960-х років Блеквелл почав приділяти увагу рок-музикантам. Одним з перших підписань лейблу став бірмінгемський гурт The Spencer Davis Group, започаткований 1963 року, а коли 1967 року його залишив фронтмен Стів Вінвуд, то його новий колектив Traffic також підписав контракт з Island Records. Це стало початком вкрай успішного періоду в історії компанії, який також називають «Pink Island» через рожевий колір наліпок на вінілових платівках Island Records того часу. В проміжку від 1967 до 1975 року на лейблі виходили популярні записи таких виконавців, як Оуен Грей, Кет Стівенс, Нік Дрейк, Джон Мартін, гурти Traffic, Quintessence, Spooky Tooth, Jethro Tull, Free, King Crimson, Emerson, Lake & Palmer, Fairport Convention та Roxy Music.
Попри шалену популярність рок-виконавців, Кріс Блеквелл не забував і про своє походження, випускаючи записи ямайських виконавців. 1968 року він разом із партнером Лі Гопталом заснував британський регі-лейбл Trojan Records. Коли за чотири роки Блеквелл продав свою частину компанії, то залишив на Island Records двох ключових виконавців, колективи Bob Marley and the Wailers та Toots and the Maytals. 1972 року на Island Records вийшов саундтрек до ямайського фільму «Тернистий шлях», який збільшив популярність музики регі у світі. З 1973 по 1980 року лейбл видав цілу низку альбомів Боба Марлі та його гурту, в тому числі гучний хіт «No Woman, No Cry».
В середині 1970-х років Блеквелл заснував американське відділення Island Records, на якому, серед інших, виходили альбоми Джо Саута, гуртів War та Sparks. У 1980-ті роки до каталогу артистів додалися гурти U2 та Frankie Goes to Hollywood, Грейс Джонс, Роберт Палмер, Стіві Вінвуд. Станом на 1987 рік показники продажів Island Records перевищували 100 млн доларів на рік. Успіх інді-лейблу не залишився непоміченим, і 1989 року Блеквелл погодився на пропозицію мейджор-лейблу PolyGram продати свій медіабізнес за 272 млн долларів, залишившись на позиції керівника лейблу.
Протягом 1990-х років провідними артистами Island Records були The Cranberries, Пі Джей Гарві, Pulp, Dru Hill, зірки танцювальної музики The Orb та Tricky. Альбоми Different Class (1995) рок-гурту Pulp та OK (1998) англо-індійського музиканта Талвіна Сінгха отримали британську музичну премію Mercury Prize. Наприкінці десятиліття у керівництві лейблу відбулися суттєві зміни. Спочатку 1997 року Блеквелл залишив посаду керівника Island Records, а ще за два роки батьківську компанію PolyGram придбала музична група Universal Music Group.
У складі UMG Island Records став частиною музичної групи Island Def Jam Music Group (IDJMG), заснованої 1999 року після об'єднання із Def Jam Recordings. 2011 року до IDJMG доєднався відомий лейбл Motown. 2014 року було вирішено розпустити це об'єднання, залишивши Island Records, Def Jam Recordings та Motown трьома окремими компаніями. Протягом 2000-х років на Island Records виходили альбоми гуртів U2, Sugababes, Keane, Деніела Бедінгфілда, Пі Джей Гарві, Пола Веллера, Емі Вайнгауз. У 2010-ті роки зірками Island Records були Florence + the Machine, Mumford & Sons, Бен Говард, Hozier, Дрейк, Аріана Гранде, Post Malone та багато інших виконавців. 2019 року лейбл відзначив своє 60-річчя.

## Артисти
Станом на 2024 рік лейбл співпрацює з наступними артистами.
Island Records Велика Британія:
- 41
- AJR(інші мови)
- Amy Winehouse
- Angèle
- Anitta
- Ariana Grande
- Arrdee(інші мови)
- Belly(інші мови)
- Ben Howard
- Benee
- Billy Porter
- Bou(інші мови)
- Boywithuke(інші мови)
- Camylio
- Catfish And The Bottlemen(інші мови)
- Чаппелл Роан
- Charlieonnafriday(інші мови)
- Chelsea Cutler(інші мови)
- Chinchilla
- Chrissi(інші мови)
- Coi Leray(інші мови)
- Conan Gray
- Dean Lewis(інші мови)
- Dermot Kennedy(інші мови)
- Dora Jar(інші мови)
- Drake
- Dwllrs
- Dylan(інші мови)
- Easy Life
- Em Beihold(інші мови)
- English Teacher
- Feid(інші мови)
- Flo(інші мови)
- Giant Rooks
- Hailee Steinfeld
- Hozier
- James Hype(інші мови)
- Jamie Cullum(інші мови)
- Jazmin Bean
- Jeremy Zucker
- Johnny Orlando(інші мови)
- Joy Anonymous
- JP Cooper(інші мови)
- Keane
- Kel-P(інші мови)
- Keshi(інші мови)
- Kid Cudi
- Kim Petras
- Lauren Spencer Smith(інші мови)
- Lil Tecca
- Lil Wayne
- Lloyiso(інші мови)
- Lola Young
- Magicsticks(інші мови)
- Marcus Mumford
- Masego
- Medium Build(інші мови)
- Meduza
- Metro Boomin
- Mumford & Sons
- Nav(інші мови)
- Nia Archives(інші мови)
- Nicki Minaj
- Noah Kahan(інші мови)
- Peach Prc(інші мови)
- Picture Parlour(інші мови)
- Post Malone
- Republic Kids
- Sam Tompkins(інші мови)
- Sekou(інші мови)
- Sid Sriram(інші мови)
- Sigrid(інші мови)
- Sleazyworld Go(інші мови)
- Stany
- Stephen Sanchez(інші мови)
- Stromae
- Swedish House Mafia
- The Last Dinner Party
- The Weeknd
- Twocolors(інші мови)
- Twyce
- U2
- Unknown T(інші мови)
- Wargasm(інші мови)
- Will Linley(інші мови)
- Yard Act
- Yonaka(інші мови)
- Young Franco(інші мови)
- Yung Gravy
- Zayn

Island Records США:
- Angèle
- Anna Graves
- Bob Marley
- Bon Jovi
- Brittany Howard(інші мови)
- Чаппелл Роан
- Charlieonnafriday(інші мови)
- Chvrches
- Coi Leray(інші мови)
- Dean
- Demi Lovato
- Diego Gonzalez
- Dora Jar(інші мови)
- Dwllrs
- Jessie Reyez(інші мови)
- Keshi(інші мови)
- Lauren Spencer Smith(інші мови)
- Lola Young
- Medium Build(інші мови)
- Nia Archives(інші мови)
- NOTD(інші мови)
- Olivia Dean(інші мови)
- Remi Wolf(інші мови)
- Sabrina Carpenter
- Shawn Mendes
- Sigrid(інші мови)
- Sleazyworld Go(інші мови)
- Sparks
- Stacey Ryan(інші мови)
- The Killers
- The Last Dinner Party
- Will Linley(інші мови)
- Wyatt Flores(інші мови)

Island Records Австралія:
- A.B. Original(інші мови)
- Adrian Eagle(інші мови)
- Alice Skye(інші мови)
- Baker Boy(інші мови)
- Barkaa(інші мови)
- Bella Mackenzie
- Ben Swissa
- Briggs(інші мови)
- Broods
- Brooke Mcclymont(інші мови) & Adam Eckersley(інші мови)
- Charlie Collins(інші мови)
- Charlie Pittman
- Clare Bowditch(інші мови)
- Dean Lewis(інші мови)
- Eliott
- Heleina Zara
- Hellcat Speedracer
- Hilltop Hoods(інші мови)
- Isabella Manfredi(інші мови)
- Ivey
- Jarryd James(інші мови)
- Kobie Dee(інші мови)
- Matt Corby(інші мови)
- Nyassa
- Peach Prc(інші мови)
- Running Touch(інші мови)
- San Joseph
- Seth Sentry(інші мови)
- Shane Nicholson(інші мови)
- Tame Impala
- The Mcclymonts(інші мови)
- Tori Forsyth
- Trials(інші мови)
- Ukiyo
- Vera Blue
- Winterbourne(інші мови)
- Yorke(інші мови)
- Zia Jade
- Zpluto